# Unicentro
Unicentro Bogotá es un centro comercial de Bogotá, Colombia; fue inaugurado el 27 de abril de 1976, siendo el primer centro comercial de Bogotá. Es uno de los principales y más reconocidos de Colombia, y se le considera el primer caso en el país de una tendencia creciente hacia el desarrollo de grandes centros comerciales multiplex que comenzó en los años 1970 y años 1980. De esta forma, su construcción contribuyó al desarrollo comercial de las zonas cercanas a la Carrera 15 y a la Calle 127 y de la estación de TransMilenio Calle 127 de la localidad de Usaquén, en el norte de Bogotá D.C.

## Historia
La Ciudadela Comercial Unicentro es un proyecto integrado de desarrollo que se comenzó a construir en 1974. Está compuesto por vivienda, comercio, recreación, trabajo y servicios. Se inauguró el 27 de abril de 1976 en un lote de 126.000 metros cuadrados, situado al costado oriental de la Carrera 15 y entre las calles 123 y 127, con el 70% de sus locales ocupados. Se dice que es uno de los principales hechos urbanos porque favoreció la construcción de nuevos barrios como Multicentro, La Carolina y Santa Bárbara . El arquitecto Hernando Nieto ayudó mucho a la construcción de aquel centro comercial.
En el año 2000, fue efectuada la demolición de los Cinemas originales, siendo ampliada su capacidad, hasta 8 salas.
En el año 2002, en la zona sur del centro comercial, fue abierta la torre de estacionamientos con más de 5 pisos para el almacenamiento de automóviles, de vez en cuando, este espacio es usado para votaciones electorales.

### Remodelación
Desde julio de 2008, el centro comercial comenzó un proceso de remodelación de los pisos y cubiertas, adecuación de estacionamientos y nueva señalización, al igual que un cambio completo de la entrada principal. En cambio las tres pirámides del techo se dejaron intactas, ya que se cree que ha traído buena suerte al centro.

### Expansión

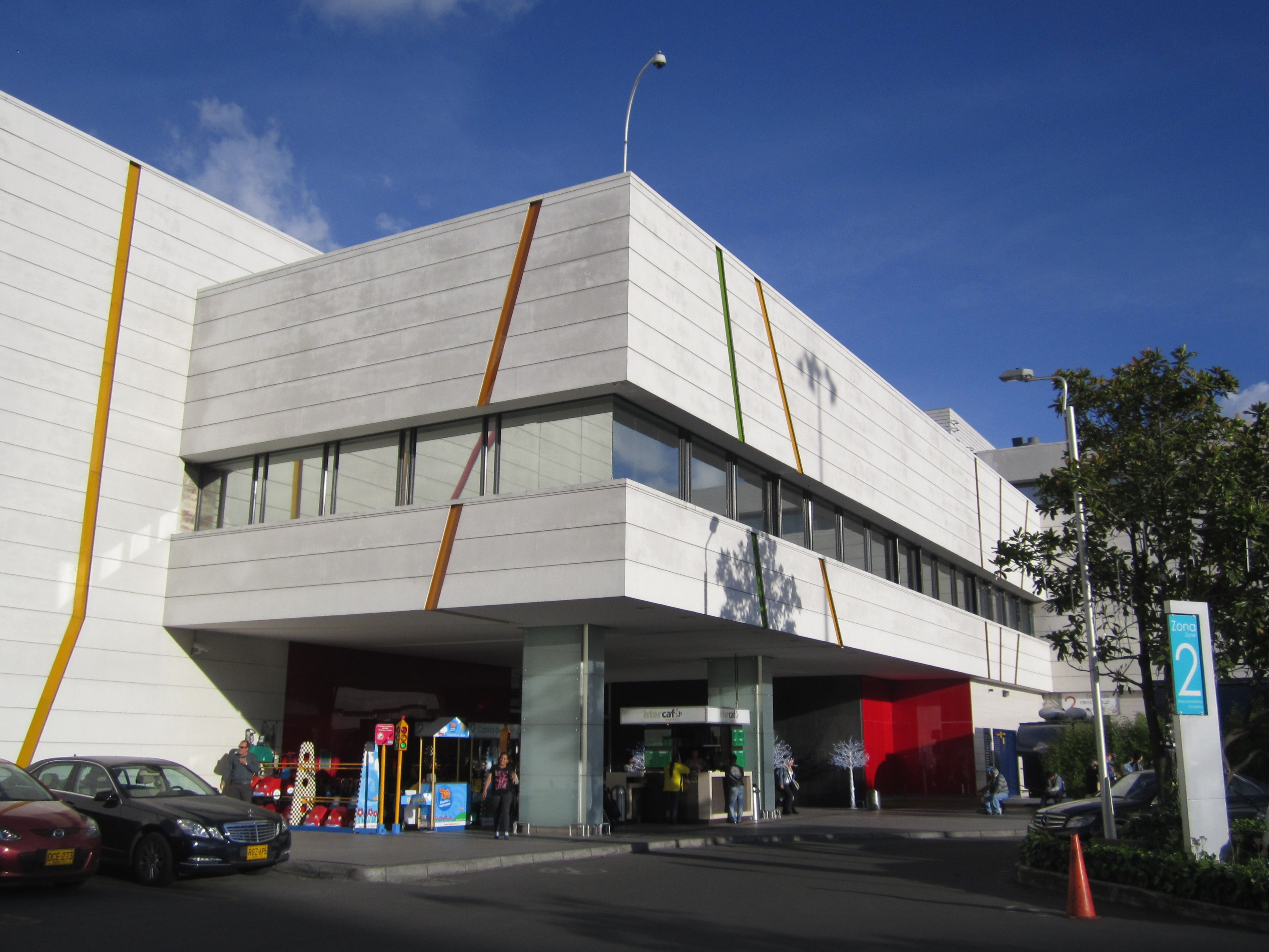
Entrada 2.

Su construcción ha traído muchas polémicas entre los vecinos del sector, quienes adelantan un reclamo ante el distrito para evitar su construcción y en marzo de 2011 una jueza ordenó la suspensión de la obra. Inicialmente, la curadora urbana Nohora Cortés Cuéllar, que otorgó la licencia de construcción de la torre de Unicentro fue destituida e inhabilitada para ejercer cargos públicos por dos años, en diciembre de 2011 la Procuraduría confirmó la destitución de la funcionaria, Pero un mes más tarde fue absuelta de la mayoría de los cargos que se le imputaban por la construcción.

## Grandes almacenes y restaurantes
Las tiendas ancla más importantes del centro comercial son, Almacenes Éxito, Cine Colombia, La Bolera, Zara, Panamericana, Pepe Ganga y Falabella.
Las cadenas de comida más importantes del centro comercial son, Crepes & Waffles, Frisby, Jeno's Pizza, Burger King, McDonald's, KFC y Kokoriko.